# حجت حق‌وردی
حجت حق‌وردی (زادهٔ ۳ فوریه ۱۹۹۳ در مشهد) بازیکن فوتبال آذربایجانی است که در پست مدافع میانی برای باشگاه فوتبال نفتچی باکو در لیگ برتر فوتبال جمهوری آذربایجان بازی می‌کند.